# Прошин, Станислав Семёнович
Станислав Семёнович Прошин (13 июня 2002) — российский тяжелоатлет. Бронзовый призёр чемпионата России 2025 года. Мастер спорта России.

## Биография
Родился 13 июня 2002 года. Воспитанник Центра спортивной подготовки Брянской области. Тренируется у Андрея Евдокимова. Обучается в Брянском государственном университете имени академика И. Г. Петровского.
30 сентября 2020 года присвоено звание «Мастер спорта России».
В августе 2025 года на чемпионате России в Санкт-Петербурге в категории до 102 кг завоевал бронзовую медаль с результатом 352 кг по сумме двоеборья. В отдельных упражнениях стал пятым в «рывке» и четвёртым в «толчке».

## Основные результаты
| Год  | Соревнования     | Место проведения | Весовая категория | Рывок, кг | Толчок, кг | Сумма, кг | Место |
| ---- | ---------------- | ---------------- | ----------------- | --------- | ---------- | --------- | ----- |
| 2025 | Чемпионат России | Санкт-Петербург  | до 102 кг         | 157       | 195        | 352       | 3     |